# Danmarks runeindskrifter 333
DR 333 är en vikingatida (Helnæs-Gørlev, omkring 750-900) runsten av granit i Örja, Örja socken och Landskrona kommun.
Runstenen betraktas som en av de äldsta i Skåne. Den påträffades vid Örja gamla kyrkas rivning 1867, och finns nu (2018) i Historiska museet i Lund.

## Inskriften
Translitterering av runraden:
stątʀ : Aft firi (:) ąsu (:) -u- ... ¶ ...-A ...
Normalisering till rundanska:
Stændr æft Frii(?)/Firi Asu [s]u[n](?) ... ... ...
Översättning till nusvenska:
Efter Fri, Åses (son) står.